# Galvanotaxis
Galvanotaxis (nach dem italienischen Anatomen und Biophysiker Luigi Galvani und altgriechisch τάξις, taxis = Ordnung, Aufmarsch benannt), manchmal auch Elektrotaxis genannt, bezeichnet die Erscheinung, dass sich in einem vorhandenen elektrischen Feld einige Lebewesen einem der Pole zuwenden. Abzugrenzen ist die Galvanotaxis gegenüber dem Galvanotropismus, bei dem das Wachstum der Richtung des elektrischen Feldes folgt.

## Ursachen
Beobachtet wird eine Galvanotaxis etwa bei Einzellern (z. B. Amöben), Regenwürmern und Seesternen aber auch bei einzelnen menschlichen und tierischen Zellen. Elektrische Signale und elektrische Felder sind physiologische Merkmale menschlicher und tierischer Organismen. Den Einfluss dieser körpereigenen elektrischen Kräfte auf die Zellen nennt man Galvanotaxis. Im elektrischen Feld konzentrieren sich die meisten Membranrezeptoren auf einer Seite der Zelle. Obwohl die Signalstoffe in der Umgebung nicht zunehmen, werden auf dieser Zellseite mehrere Rezeptoren aktiviert. Diese Seite wird zur führenden Seite der Zellbewegung.